# 迪恩·汉蒙德
甸恩·約翰·夏蒙特（英語：Dean John Hammond，1983年3月7日—）生於東薩塞克斯郡海斯廷斯，是一名英格蘭職業足球員，司職中場，他曾先後效力英格蘭足球聯賽的莱斯特城、白禮頓、奧連特及高車士打。

## 生平
白禮頓
夏蒙特出身白禮頓青訓系統，於2000年12月5日年僅17歲已首次代表一隊在英格蘭聯賽錦標上陣，以2-0擊敗卡迪夫城。夏蒙特在2002年夏季簽署首份職業合約，並於同年9月25日在英格蘭聯賽盃作客1-3負於葉士域治首次正選上陣，為球隊打破光蛋兼取得處子入球。翌季夏蒙特獲兩次外借到低級別球隊以汲取上陣經驗，首先於2003年9月被借用到議會聯賽球隊艾迪索特，獲派上陣7場；10月借用期滿返回母會後隨即再被借用到丙組〈第4級〉的奧連特，在聯賽及盃賽合共上陣9場。
2004年白禮頓透過附加賽重返剛更名英冠的第二級聯賽，時任領隊麦克格赫向夏蒙特提供三個月短約以證明他具有留隊實力，其後憑表現獲續約至翌季結束。2005年3月15日主場2-4負於韋根，夏蒙特取得首個聯賽入球；4月16日作客對般尼又再入球扳平1-1為球隊取得護級寶貴的1分；4月23日他更梅開二度，於完場前射入迫和韋斯咸搶得1分，而白禮頓亦於球季結束時僅以1分力壓基寧咸成功護級。
翌季夏蒙特獲發懸空的「11」號球衣並成為一隊的常規正選，擔任左中場或慣常的中場中角色。揭幕日作客對打比郡，開賽後僅7分鐘即頂成1-0先開記錄，但最終被追和1-1完場。2006年2月11日位處榜末的白禮頓主場1-2不敵護級對手莱斯特城，而夏蒙特更因領取兩面黃牌而被罰離場；而他更於煞科日主場0-2負於錫周三再次兩黃一紅離場，但對大局沒有影響，白禮頓以墊底成績降班英甲。
2006/07年球季夏蒙特隨同白禮頓重返第三級聯賽，於卡本達和奥特韦一同因傷缺陣下，夏蒙特獲發予隊長臂章，到2007年1月末白禮頓棄用理察·卡本達後，他便正式獲委擔任隊長之職。而場上夏蒙特亦有出色的表現，以中場球員身份射入11球，但自聖誕節開始已需忍受雙重疝痛作賽，但於2007年4月操練時再觸傷腿後腱後，球會決定將他送上手術床而提早結束球季。
2007/08年球季展開時夏蒙特在韋思丹運動場只餘一年合約，時任領隊韋健士希望與他續約，球會與其代理人在2007年10月展開談判，儘管白禮頓提供優厚條件，並包含當季如不獲升班可自由離隊條款，但他以球會缺乏爭取升班的熱誠而遲遲不肯動筆。場外的合約問題沒有影響夏蒙特在場上的表現，他在上半季取得6個入球。白禮頓為免人財兩失，於2008年1月轉會窗關閉前一星期將他掛牌求售。
高車士打
英冠球會高車士打於出價20萬英鎊被拒後，提高收購價至25萬英鎊才獲得接納，於2008年1月31日取得夏蒙特加盟。他於2月23日主場1-2負於布里斯托城首次上陣，轉投首半季上陣13場，但無法阻止球隊以墊底成績降班英甲。翌季夏蒙特在各項賽事合共上陣47場及射入5球，並擔任隊長。
2009/10年球季展開不足1個月，高車士打領隊離隊轉投诺里奇城，球隊出現逃亡潮，修咸頓時任領隊希望在轉會窗關閉前羅致夏蒙特加強球隊實力。
修咸頓
2009年8月19日夏蒙特投效另一支英甲球隊修咸頓，簽約三年，轉會費沒有透露。8月22日首披修咸頓戰衣在主場1-1賽和賓福特；10月17日作客3-1擊敗奧咸為球隊頂入首開記錄兼取得加盟後首個入球。加盟首季在各項賽事合共上陣49場及射入6球，更協助球隊贏得英格蘭聯賽錦標。翌季夏蒙特於2011年3月5日作客舊東主高車士打射入1球鎖定2-0勝局，在協助球隊奪得聯賽亞軍及直接升班英冠的球季合共上陣47場及射入4球。
2011/12年球季重返英冠賽場的夏蒙特在揭幕日主場對列斯聯，於開賽後僅10分鐘即憑一記25碼遠射破網先拔頭籌，最終開門紅以3-1獲勝。9月22日夏蒙特與修咸頓續約至2014年。
2012年8月31日，英冠球會布莱顿從修咸頓借用其昔日青訓球員夏蒙特，借用至球季結束。
李斯特城
2013年8月31日，英冠球會莱斯特城從修咸頓購入夏蒙特，轉會費金額沒有透露，合約為期兩年。

## 榮譽
修咸頓
- 英格蘭聯賽錦標冠軍：2010年；

李斯特城
- 英格蘭足球冠軍聯賽冠軍：2013/14年

## 外部連結
- 修咸頓官網簡歷
- 高車士打官網簡歷
- 白禮頓官網簡歷
- 足球数据库：甸恩·夏蒙特的球员统计数据